# That's All Right, Mama
That's All Right, Mama, spesso trascritta anche come That's All Right (Mama) o semplicemente That's All Right, è un blues scritto da Arthur "Big Boy" Crudup e da lui pubblicato nel 1946; fu incluso otto anni dopo nel 45 giri di debutto di Elvis Presley.

## Il brano
La canzone venne composta dal bluesman Arthur "Big Boy" Crudup, ed originariamente incisa da lui stesso a Chicago il 6 settembre 1946, con il titolo That's All Right. Parte del testo del brano sono cliché blues tradizionali messi su nastro per la prima volta da Blind Lemon Jefferson nel 1926. L'incisione di Crudup venne pubblicata su singolo dalla RCA Victor (n. cat. 20-2205), senza riscuotere particolare successo. Nel corso della medesima sessione, egli incise un altro brano praticamente identico a That's All Right (ma con testo differente) intitolato I Don't Know It, anch'esso pubblicato su singolo (RCA Victor 20-2307). All'inizio di marzo del 1949, la canzone venne ripubblicata con il titolo That's All Right, Mama (RCA Victor 50-0000), come primo brano rhythm and blues inciso nel nuovo formato a 45 giri, su vinile arancione.

### Versione di Elvis Presley
La versione di Elvis Presley venne registrata nel luglio 1954 agli studi della Sun, e pubblicata nel 45 giri That's All Right/Blue Moon of Kentucky Il numero di catalogo è Sun 209..

### Versione di Bob Dylan e Johnny Cash
Bob Dylan ha interpretato il brano insieme a Johnny Cash; questa versione è stata inclusa nel secondo cd di The Bootleg Series Vol. 15: Travelin' Thru, 1967-1969.